# Ferrari Testarossa
Ferrari Testarossa (tɛstɑˈrɔsɑ) —  среднемоторный спортивный автомобиль компании Ferrari. Выпускался с 1984 года, заменив на конвейере Ferrari Berlinetta Boxer. Оснащался 12-цилиндровым мотором.  Разработан в ателье Pininfarina. Оригинальный Testarossa выпускался с 1984 по 1991 год, после чего был модернизирован и переименован в 512 TR (1991—1994) и F512 M (1994—1996). Testarossa стала одной из самых успешных моделей Ferrari, за всё время производства было выпущено почти 10,000: 7177 штук Testarossa, 2280 штук 512 TR, и 500 штук F512 M.

## Testarossa

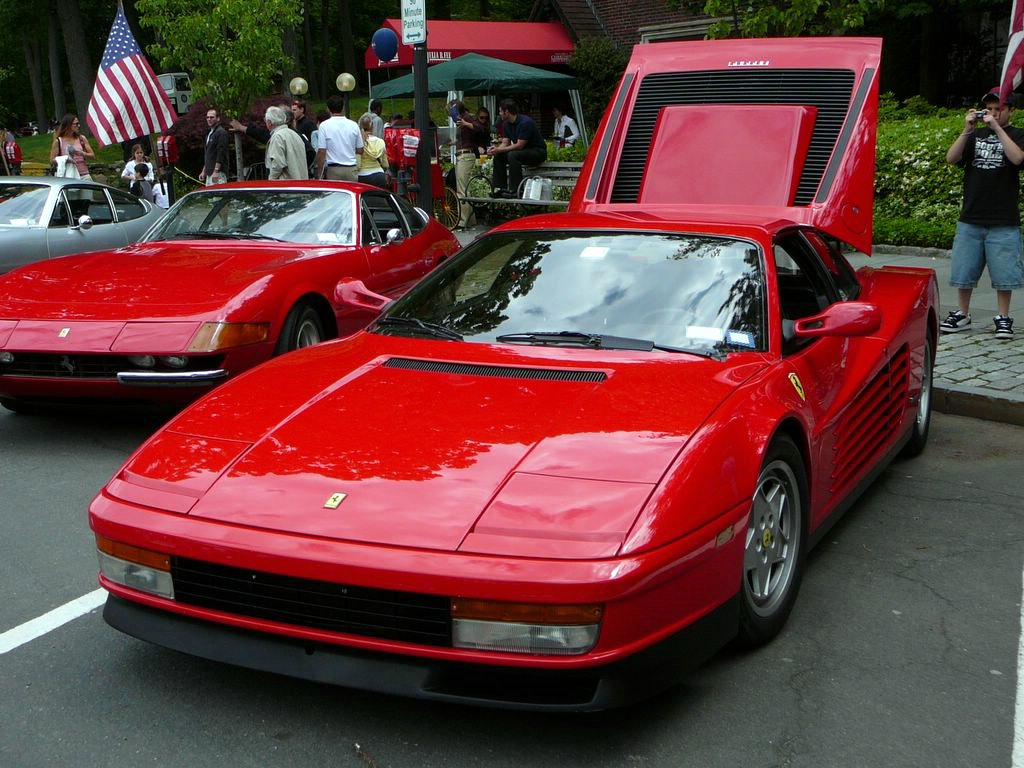
Ferrari 512 Testarossa

Машина была быстрой, дорогой ($181,000 в США) и эксклюзивной, но публика оказалась не готова к её появлению. Testarossa впервые представили в Парижском автосалоне в 1984 году. После десятилетия господства обтекаемого дизайна этот жестко агрессивный автомобиль со вздыбленной лошадью на капоте был не тем, к чему привыкли покупатели Ferrari. Последовавший за красавцем Boxer невероятно широкий Testarossa в глазах многих выглядел довольно неуклюжим, но это не помешало компании продать все собранные машины.
В октябре 1984 года в Париже впервые было показано спортивное двухместное купе Ferrari Testarossa. Перевод с итальянского слова «Testarossa» означает «Красная голова» (данная информация нуждается в подтверждении, так как в гоночной среде неоднократно встречается  термин "testa rossa", означающий - «красный шлем», что делает отсылку к гоночной истории марки), так как головки цилиндров силового агрегата были окрашены в красный цвет. При изготовлении кузова Феррари Тестаросса широко использовались пластик и алюминий.
Двигатель Ferrari Testarossa, как и у модели 512, был V-образный, 12-цилиндровый, с развалом цилиндров 180 градусов (важный момент, многие путают с оппозитным (?). Рабочий объём составлял 4943 куб. см. (диаметр цилиндра 82 мм, ход поршня 78 мм), имел 2 распределительных вала и 4 клапана на цилиндр в каждой из головок блока (DOHC4), в системе питания использовался впрыск Bosch K Jetronic и зажигание Magnetti Marelli Microplex. При степени сжатия 9,2:1 мощность составляла 390 лс при 6300 об/мин, а крутящий момент 480 Н·м при 4500 об/мин.
Коробка передач — механическая, 5-ступенчатая.
| Передача           | ЗП      | 1       | 2       | 3       | 4       | 5       | ГП      |
| ------------------ | ------- | ------- | ------- | ------- | ------- | ------- | ------- |
| Передаточное число | 2.523:1 | 3.139:1 | 2.104:1 | 1.526:1 | 1.167:1 | 0.875:1 | 3.210:1 |

Внутренняя отделка салона Ferrari Testarossa была выполнена в более роскошном стиле, чем у его предшественника Ferrari Berlinetta Boxer. Появились новые сиденья, кожаное рулевое колесо Momo и новая приборная панель. Автомобиль комплектовался шинами TRX 240/45 VR 415 Michelin спереди и TRX 280/45 VR 415 Michelin сзади, или 225/50 VR 16 и 255/50 VR 16. Тормоза дисковые на всех колесах, диаметром 309 мм спереди и 310 мм сзади.

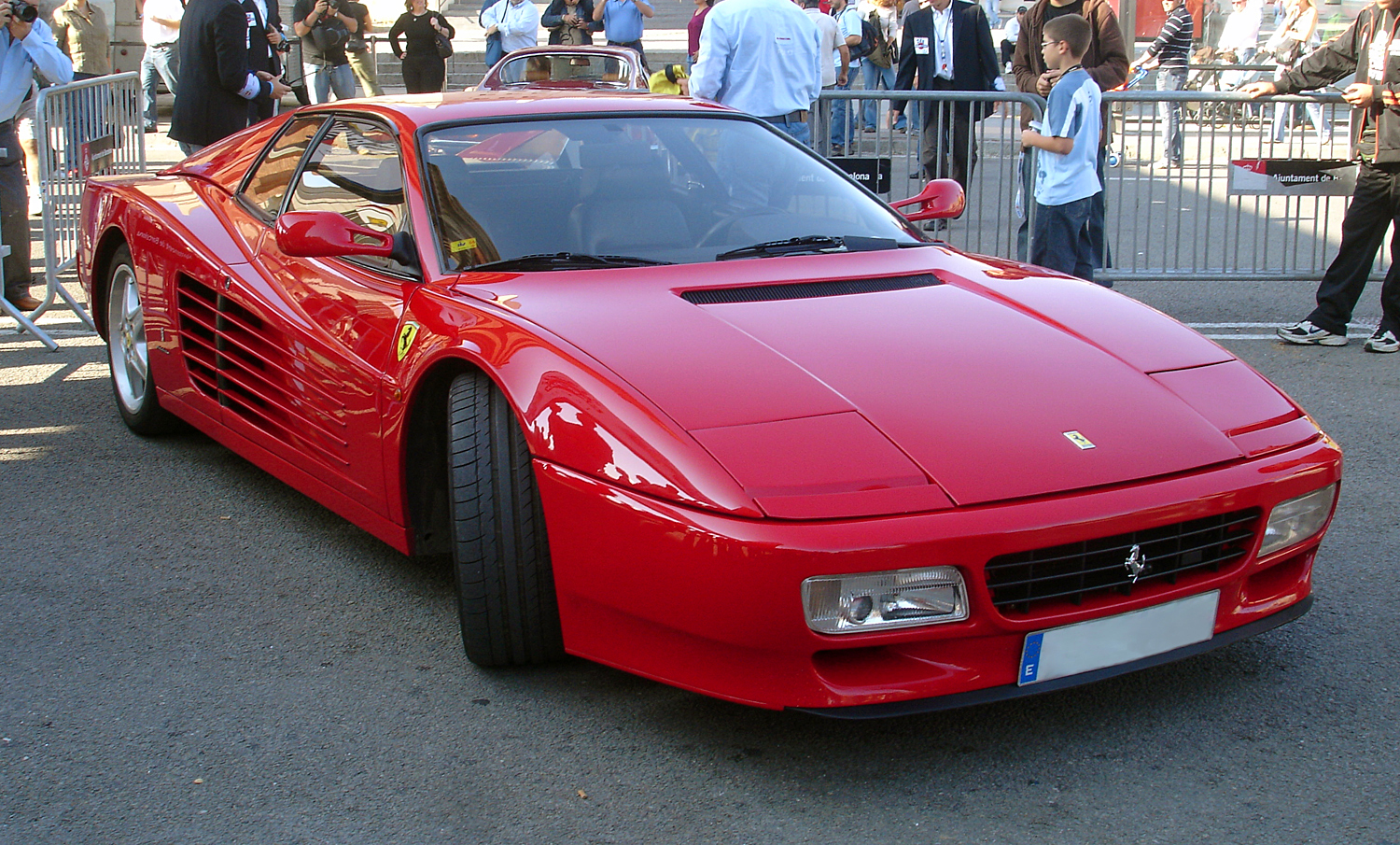
Ferrari Testarossa 512 TR

## 512 TR
В 1992 году появилась новая модификация Testarossa — 512TR. Машина подорожала ($189,500), стала чуть легче и немного изменилась внешне (новый передний бампер и более простая панель, закрывающая двигатель).

Характеристики двигателя немного подросли. Степень сжатия повысили до 10,0:1 мощность увеличилась до 428 лс при 6750 об/мин, а крутящий момент до 491 Н·м при 5500 об/мин. Модель получила новые колеса размерностью 235/40 ZR 18 спереди, и 295/35 ZR 18 сзади.

## F512 M

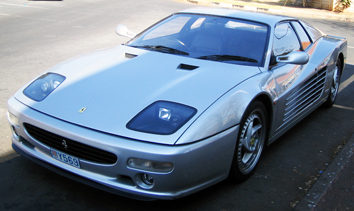
Ferrari Testarossa F512 M

В 1994 году представили заключительную версию Testarossa — F512M.
Машина стала ещё легче. Мотор опять прибавил в мощности. Степень сжатия опять возросла до 10,4:1 мощность увеличилась до 440 лс при 6750 об/мин, а крутящий момент до 500 Н·м при 5500 об/мин.
Модель опять изменилась визуально. Главным отличием были фары и задние фонари. Если ранее фары были выдвигающимися, то теперь они были интегрированы в кузов и прикрыты стеклами. Сзади же появились 4 «кругляша» (по 2 с каждой стороны), вместо забранных решеткой блоков, которые надолго стали фирменной чертой различных моделей Ferrari. Так же модель получила новые передний и задний бампера.

## Hamann F512M Widebody
В 1996 году компания Hamann представила глубоко доработанную модель Widebody. Следуя из названия, машина получила новые детали кузова, что увеличило её ширину до 2080 мм. Изменению подверглись все кузовные панели. Так, например, исчезли ребра на боковых воздуховодах. Модель получила стандартное антикрыло.
Был доработан и мотор. Мощность увеличилась до 475лс при 6900 об/мин, а крутящий момент до 530 Н·м при 5600 об/мин. Модель получила новые колеса размерностью 265/35 ZR 18 спереди, и 335/30 ZR 18 сзади.